# Osco (Tesino)
Osco era una comuna suiza del cantón del Tesino, situada en el distrito de Leventina, círculo de Faido. Limitaba al oeste y noroeste con la comuna de Quinto, al noreste con Blenio, al este con Mairengo, y al sur con Faido, Dalpe y Tesino.
Formaban parte del territorio comunal las localidades de Brusgnano, Freggio y Vigera.
En la actualidad, Osco forma parte de la comuna de Faido.